# TOMATO LIVE
TOMATO LIVE（トマトライブ）は、芸能事務所　プロモーション・ススムが主催している若手お笑いライブ。
2～3ヶ月に一度、下北沢の「しもきた空間リバティ」で行われる。
入場料は全席自由で1,000円。
キングジョー、ツーライス、ガンリキ、ホンキートンク、などの所属芸人の他に、他の事務所の所属芸人も出演する。
2007年1月現在、15回行われている。

## 過去の主な出演者
- ほたるゲンジ
- カンニング
- 小梅太夫
- ハマカーン
- エレファントジョン
- ルーシー
- Wコロン
- 星野卓也
- ジャンファンカ
- ハレルヤ